# 매직 소드 (비디오 게임)
《매직 소드》는 캡콤이 제작한 1990년 횡스크롤 아케이드 액션 롤플레잉 게임이다. 서양 지역에선 부제를 단 《매직 소드: 히로익 판타지》라는 제목으로 출시됐다. 1990년 CP 시스템 아케이드 기판으로 개발돼 오락실용으로 처음 출시됐다. 플레이어는 검, 도끼 및 마법을 사용해 던전을 돌파하는 것을 목표로 탑 안의 스테이지를 진행하며, 여러 가지 직업을 가진 아군을 구출해 동료로 데리고 다닐 수 있다. 캡콤이 이전에 발매한 《블랙 타이거 (1987)》와 같은 적을 해치우며 장비를 수집해 진행하면서 능력치를 서서히 강화하는 롤플레잉 게임 요소가 있다.
1992년에는 미나쿠치 엔지니어링이 개발한 슈퍼 패미컴 이식판이 출시됐다. 아케이드판은 이후 2006년 플레이스테이션 포터블의 《캡콤 클래식스 컬렉션 리믹스드》와 플레이스테이션 2 및 엑스박스의 《캡콤 클래식스 컬렉션 Vol. 2》에 수록됐으며, 2010년에는 엑스박스 라이브 아케이드와 플레이스테이션 네트워크로 출시된 《파이널 파이트: 더블 임팩트》에 《파이널 파이트》와 함께 수록됐다.

## 반응
일본 잡지 게임 머신 1990년 9월 1일자에서 《매직 소드》를 《라이덴》와 《틴에이지 뮤턴트 닌자 터틀스》를 제치고 그 해 가장 성공적인 아케이드 게임으로 선정했다.

## 참조
1. ↑  Magic Sword, 일본어: マジックソード
2. ↑  영어: Magic Sword: Heroic Fantasy